# Codex Windsor

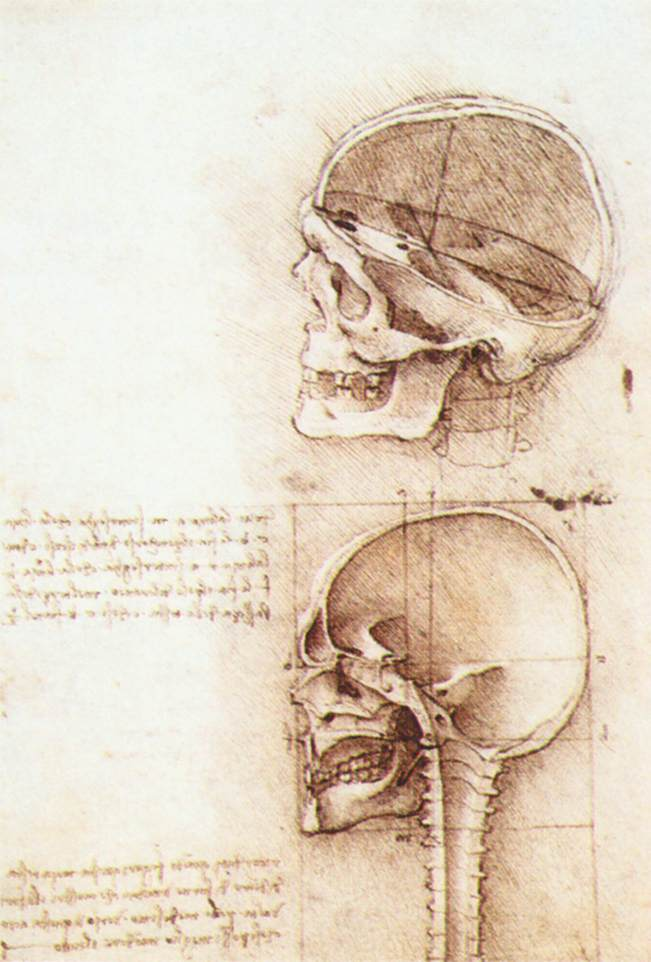
Sagittalschnitte des menschlichen Schädels

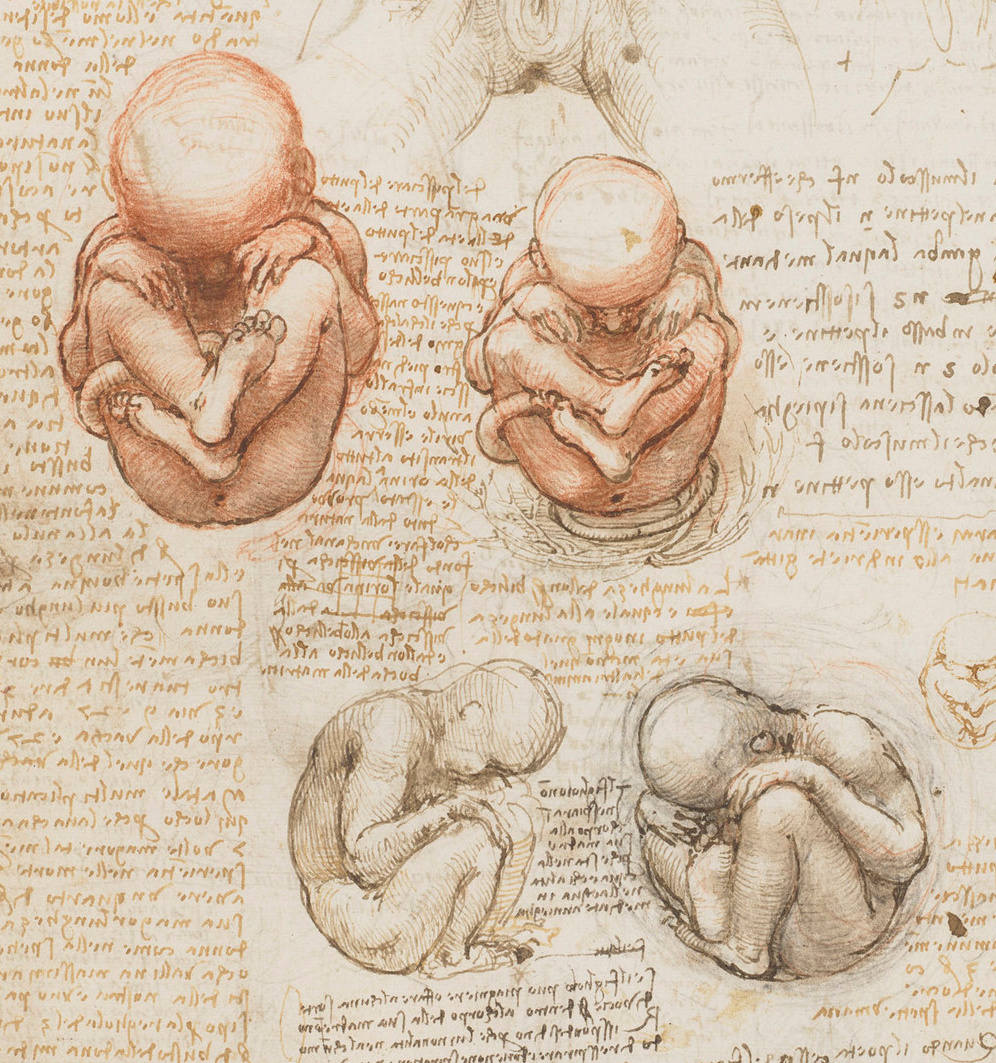
Kindslage des Fetus im Mutterleib

Der Codex Windsor ist eine Sammlung von Blättern mit künstlerischen Entwürfen und Studien zur Anatomie des italienischen Renaissancekünstlers Leonardo da Vinci (1452–1519).

## Name
Den Namen Codex Windsor erhielt die Handschrift durch ihren Aufbewahrungsort, die Royal Collection in Windsor Castle. Im Bestand der Royal Collection befindet sich das Werk seit dem 17. Jahrhundert.

## Inhalt und Umfang
Die Sammlung besteht heute aus 606 einzeln katalogisierten Blättern verschiedener Formate. Sie werden etwa auf den Zeitraum 1478 bis 1518 datiert. Die Texte und Kommentare wurden von Leonardo in der für ihn charakteristischen Spiegelschrift verfasst. Die Blätter enthalten Beiträge zu Kunst und Malerei, Personen-, Tier-, Pflanzen- und Landschaftsstudien sowie Mechanik, Waffentechnik und Anatomie.
Die 153 Blätter mit Zeichnungen zur Anatomie waren früher in drei Bänden zusammengefasst: Anatomische Handschrift A (18 Blätter), B (42 Blätter) und C (93 Blätter). Die Anatomische Handschrift C war wiederum in sechs anatomische Notizbücher unterteilt, den Quaderni di anatomia I–VI.

## Geschichte
Leonardo da Vinci begann in den späten 1470er Jahren mit Studien zur Anatomie des menschlichen Körpers. Es ist möglich, dass er an der Universität Padua an ersten Sektionen teilgenommen hat. Aus seinen Aufzeichnungen geht hervor, dass er um 1505 begann, Sektionen selbst vorzunehmen. Um das Jahr 1518 berichtet er, in seinem Leben insgesamt dreißig Leichen obduziert zu haben. Dabei schienen ihn besonders das Bewegungssystem und die Systeme der inneren Organe interessiert zu haben.
Die Zeichnungen Leonardos zeigen Ganzkörperdarstellungen in verschiedenen Phasen der Sektion sowie einzelne Gliedmaße und Organe. Mehrfach stellt er Körperteile durch Schnitte dar und wird daher häufig als historischer Begründer der tomografischen Darstellung in der Medizin angeführt.
Die meisten Manuskripte und Zeichnungen Leonardo da Vincis wurden nach dessen Tod von seinem Schüler und Erben Francesco Melzi (* um 1491/92 – † um 1570) in seiner Villa bei Vaprio d’Adda verwahrt. Sein Sohn Orazio Melzi erbte die Unterlagen im Jahr 1570. Orazio Melzi verkaufte um 1590 über 2.500 einzelne Blätter dem Bildhauer und Kunstsammler Pompeo Leoni (1533–1608).
Leoni versuchte die Manuskripte thematisch zu ordnen und trennte Leonardos künstlerische Entwürfe von den technischen und wissenschaftlichen Zeichnungen. Er zerschnitt Blätter und klebte andere zusammen, die ursprünglich nicht zusammengehörten. So fasste er die anatomischen Zeichnungen Leonardo da Vincis in mehrere Bände zusammen, die später gemeinsam mit weiteren, thematisch anders orientierten Manuskripten, die Bezeichnung Codex Windsor erhielten.
Der Weg des Codex Windsor in den Bestand der Royal Collection ist bisher noch ungeklärt. Wahrscheinlich wurde er im 17. Jahrhundert von König Charles I. oder Charles II. erworben. Es ist sicher, dass Königin Mary II. die Blätter im Jahr 1690 dem niederländischen Staatsmann Constantijn Huygens im Kensington-Palast zeigen ließ.